# تائه‌کو واتانابه
تائه‌کو واتانابه (به ژاپنی: 渡辺 多恵子 Taeko Watanabe)؛ زادهٔ ۲۹ اوت ۱۹۶۰) مانگاکا اهل ژاپن است.